# هنري هـ. هوهنشيلد

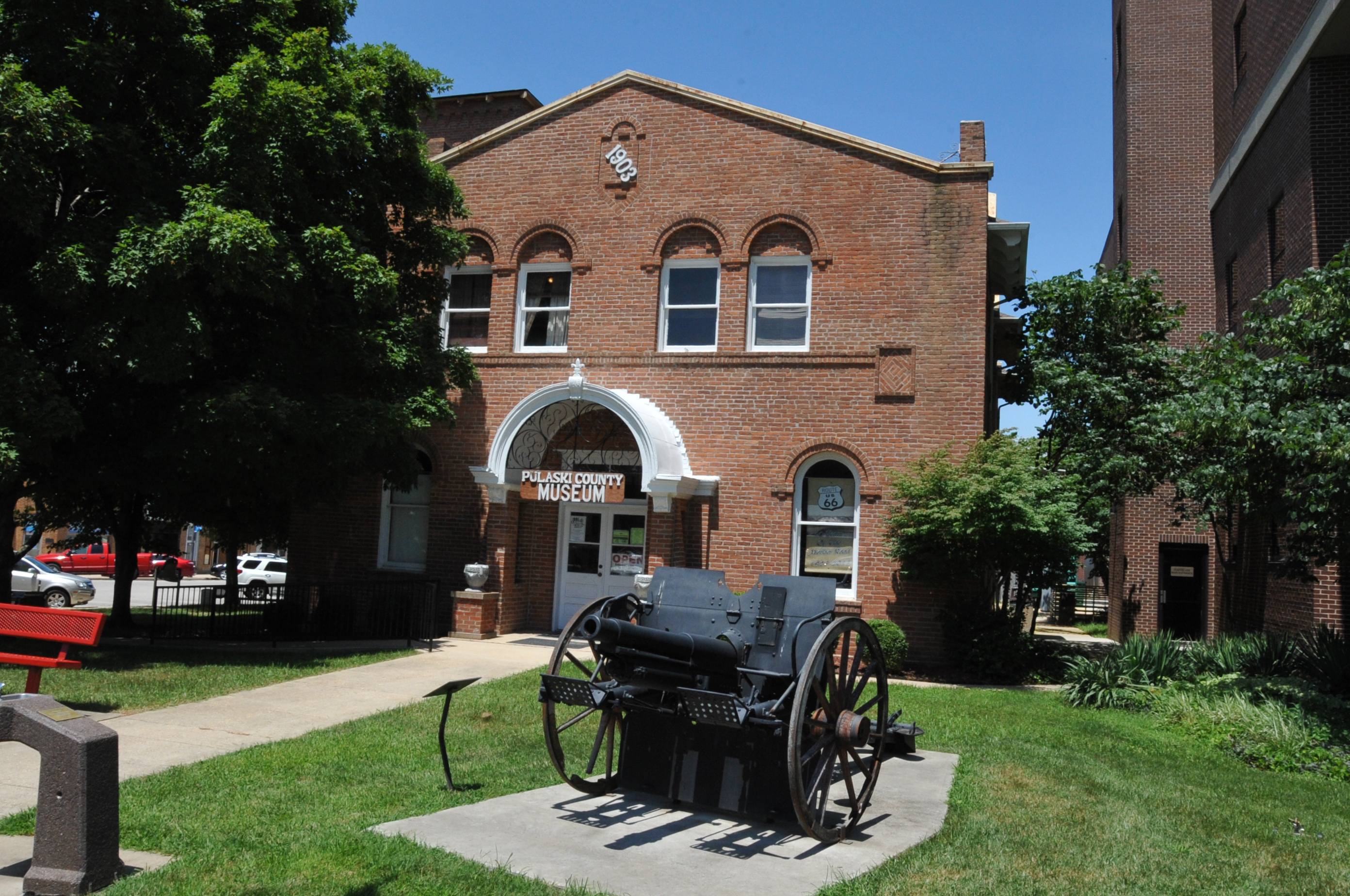
محكمة مقاطعة بولاسكي، واينسفيل، ميزوري، 1903

هوهنشيلد (2 يونيو 1862-3 فبراير 1928)، المعروف أيضًا باسم أتش أتش هوهنس جايلد، كان مهندسًا معماريًا مقره في رولا بولاية ميسوري بالولايات المتحدة الأمريكية. ولد في سانت لويس وتلقى تعليمه في المدارس العامة بالمدينة. انتقل إلى رولا عام 1881، حيث أسس ممارسة معمارية لتصميم المباني العامة والسكنية. انتخب عضوا في مجلس شيوخ ميسوري عام 1896 في عام 1899 عين مهندسًا معماريًا للدولة من قبل الحاكم لون ف. ستيفنس الذي شارك المهندس المعماري في تصميم العديد من مباني الدولة بما في ذلك بعضها في سجن الولاية. بالإضافة إلى 10 محاكم مقاطعات، قام بتصميم العديد من المباني لكلية المناجم (الآن جامعة ميسوري للعلوم والتكنولوجيا)، ومؤسسة الدولة العقلية في فارمنجتون (1901)، ومصحة السل في ماونت فيرنون، ميسوري (1905)، ومبنى الكابيتول المؤقت للدولة في مدينة جيفرسون عام 1912. توفي في 3 فبراير 1928 في سانت لويس من مرض في القلب. :18–19

## أعمال محددة
- 1900: مبنى الإدارة، محطة تجربة الفاكهة بولاية ميسوري، إن من ماونتن جروف قبالة MO 60 Mountain Grove، ميسوري، المدرجة في السجل الوطني للأماكن التاريخية في عام 1979.[3]
- 1903: مدرسة نورث وارد، 201 دبليو شارع لوكست، بوليفار، ميزوري، مُدرجة في السجل الوطني للأماكن التاريخية في عام 2011.[4]
- 1903: محكمة مقاطعة بولاسكي، ساحة المحكمة. واينسفيل، ميزوري، مدرجة في السجل الوطني للأماكن التاريخية في عام 1983.
- 1904: منزل رالف إي بورلي، 389 شارع آدامز. أدرج لبنان، ميزوري، في السجل الوطني للأماكن التاريخية عام 1994.
- 1908: محكمة مقاطعة واشنطن، 102 N. Missouri St. بوتوسي، ميزوري، مُدرجة في السجل الوطني للأماكن التاريخية في عام 2011.[5]
- 1912: محكمة مقاطعة سكوت، 131 S. Winchester St. Benton Missouri، مُدرجة في السجل الوطني للأماكن التاريخية في عام 1983.
- 1913: محكمة المقاطعة المسيحية في منطقة أوزارك كورت هاوس سكوير التاريخية، أجزاء من الثانية. افي، الكنيسة، علم، والقديس الثاني. في ساحة محكمة أوزارك بولاية ميسوري، مُدرجة في السجل الوطني للأماكن التاريخية في عام 1979.